# Rio-Nal (Rio Grande do Sul)
O Clássico Rio-Nal é um clássico de futebol da cidade de Santa Maria, Rio Grande do Sul. Envolve os dois mais importantes clubes da cidade, o Riograndense Futebol Clube e o Internacional.

## História
A rivalidade nasceu junto com o Internacional, ou Inter de Santa Maria, como é mais conhecido. O clube alvirrubro nasceu em 1928 da ideia de criar um time que batesse de frente com o já tradicional  Riograndense, que já havia sido vice-campeão gaúcho em 1921. O Riograndense era ligado aos ferroviários de Santa Maria, que era um importante polo do setor no estado.
O primeiro confronto entre as equipes ocorreu em 13 de maio de 1930 e acabou empatado em 1 a 1. Nos primeiros encontros houve um grande domínio dos "Periquitos"(apelido do Riograndense), conquistando 16 vitórias e 5 empates. Somente nos anos 40 que as coisas se equilibraram após a primeira vitória do Inter.
Em 2016 os dois estiveram juntos em campo pela última vez. Ambos disputavam a Divisão de Acesso do Campeonato Gaúcho aquele ano e na última rodada, ambos estavam ameaçados pelo rebaixamento. A tarefa do Internacional era mais fácil, bastava e ele vencer em casa o Santa Cruz em casa enquanto O Riograndense precisava vencer o Pelotas e torcer que o próprio Internacional perdesse. Com a tarefa mais difícil, o "periquito" acabou derrotado pelo Pelotas por 3 a 0 e foi rebaixado à Terceira Divisão depois de 13 anos, e com isso o clássico deixou de ser jogado, uma vez que desde então as agremiações estão em divisões diferentes.

### Possível fusão
Em 2013 foi levantada a ideia de fusão entre os clubes para que assim, hipoteticamente, surgisse um clube mais forte e que unisse as torcidas. A ideia não foi adiante uma vez que foi recusada mediante votação de conselheiros. Em 2016, após o rebaixamento do Riograndense e o Internacional se salvar apenas na última rodada, novamente se ventilou a ideia, mas também não foi adiante.

## Números
Os números gerais são:
- Jogos: 267
- Vitórias do Riograndense: 112
- Empates: 62
- Vitórias do Internacional: 93
- Gols do Riograndense: 449
- Gols do Internacional: 347

### Pela 1ª Divisão gaúcha
Estiveram ambos na Primeira Divisão gaúcha em três temporadas: 1971, 1972 e 1979. Os jogos foram:
- 30 de Maio de 1971 - Internacional 0x0 Riograndense;
- Em 1972 não se encontraram;
- 12 de Maio de 1979 - Internacional 3x0 Riograndense;
- 8 de Julho de 1979 - Internacional 4x0 Riograndense.[7]

### Pela 2ª divisão gaúcha (fase recente)
Clássicos disputados desde que o Riograndense voltou à Segunda Divisão em 2004:
- 28 de Maio de 2004 - Riograndense 3x3 Internacional
- 6 de Março de 2005 - Riograndense 0x2 Internacional - Eucaliptos
- 2 de Abril de 2005 - Internacional 1x0 Riograndense - Presidente Vargas
- 5 de Fevereiro de 2006 - Internacional 5x2 Riograndense - Presidente Vargas
- 5 de Março de 2006 - Riograndense 1x5 Internacional - Eucaliptos
- 18 de Março de 2007 - Riograndense 1x1 Internacional - Eucaliptos[8]
- 10 de Abril de 2007 - Internacional 1x0 Riograndense - Presidente Vargas[8]
- De 2008 a 2011 o Internacional esteve na Primeira Divisão.
- 4 de Março de 2012 - Internacional 2x2 Riograndense - Presidente Vargas[9]
- 5 de Maio de 2012 - Riograndense 2x1 Internacional - Eucaliptos[10]
- 1º de Maio de 2013 - Internacional 1x2 Riograndense - Presidente Vargas[11]
- 1º de Março de 2014 - Riograndense 1x2 Internacional - Eucaliptos[12]
- 1º de Março de 2015 - Internacional 3x0 Riograndense - Presidente Vargas
- 5 de Abril de 2015 - Riograndense 2x1 Internacional - Eucaliptos[13]
- 21 de Abril de 2016 - Internacional 2x2 Riograndense - Presidente Vargas[14]
- No campeonato de 2016 o Riograndense foi rebaixado e desde então não mais retornou.

## Maiores goleadas
A maior goleada ocorreu no dia 1º de julho de 1934, quando o Riograndense ganhou o clássico por 10 a 2. A segunda maior goleada também é rubro-esmeraldina: 9 a 1. O jogador David, atacante do Riograndense, disputou 21 clássicos e marcou 27 vezes sobre o rival Internacional.